# Ivan Mladina
Ivan Mladina (Split, 20. srpnja 1980.), hrvatski plivač.
Natjecao se na Olimpijskim igrama 2000. Na 100 metara leptir bio je 43., a u štafeti 4 x 100 metara slobodno osvojio je 19. mjesto. Na OI 2004. bio je 13. u štafeti 4 x 100 metara slobodnim stilom.
Na Mediteranskim igrama 2001. osvojio je broncu na 4 x 100 metara slobodno, a srebro na 4 x 100 metara mješovito.
Bio je član splitskih Jadrana i Mornara te riječkog Primorja.